# John Collins (musicien de jazz)
Pour les articles homonymes, voir John Collins et Collins.
John Elbert Collins (20 septembre 1913- 4 octobre 2001) est un guitariste américain de jazz.
Né en Alabama en 1912, c'est un guitariste connu des Français, car il est venu en 1947 avec plusieurs jazzmen pour une série de concerts au Théâtre Édouard VII. Il faisait partie du trio d'Erroll Garner.
Il a passé 14 ans dans le trio de Nat King Cole, où il remplace Irving Ashby.
Il est mort d'un cancer en 2001 à Los Angeles.